# У-2 криза 1960.
У-2 криза из 1960. се догодила током Хладног рата 1. маја 1960, током мандата америчког председника Двајта Д. Ајзенхауера и совјетског премијера Никите Хрушчова, када је амерички шпијунски авион U-2 оборен унутар ваздушног простора Совјетског Савеза. Влада Сједињених Држава је првобитно порицала сврху и мисију авиона, али је била принуђена да их призна када је совјетска влада показала делове (углавном нетакнуте) летелице и преживелог пилота, Френсиса Герија Пауерса. Овај инцидент се догодио мало више од две недеље пре планираног отварања самита Исток-запад у Паризу, и представљао је велику срамоту за Сједињене Државе и довео до погоршања односа две суперсиле.